# Jessika (énekesnő)
Jessika Muscat (Mosta, 1989. február 27. –) máltai énekesnő és színésznő. A német Jenifer Breninggel együtt képviselte San Marinót a 2018-as Eurovíziós Dalfesztiválon, Lisszabonban, a Who We Are című dallal.
Jessika az éneklésen túl spanyol tanárként is dolgozik.

## Diszkográfia

### Nagylemezek
- 2009: Home Run

### Kislemezek
- 2008: Tangled
- 2008: Sweet Temptation
- 2009: I’m a lil’ bit crazy
- 2011: Down Down Down
- 2012: Dance Romance
- 2013: Ultra Violet
- 2014: Hypnotica
- 2014: Fandango
- 2016: The Flame
- 2018: Who We Are (feat. Jenifer Brening)